# Томас Блаунт
Сер Томас Блаунт (англ. Sir Thomas Blount; імовірно після 1348 — 12 січня 1400, Оксфорд, Оксфордшир, Королівство Англія) — англійський лицар, депутат палати громад, наближений короля Річарда II. Брав участь у походах до Шотландії й Ірландії. Приєднався до Хрещенської змови, метою якої було повернути Річарду корону, захоплену Генріхом IV, після поразки Блаунта стратили.

## Біографія
Томас Блаунт належав до лицарського роду. Він був сином сера Томаса Блаунта з Копмтон Валенса у Дорсеті та Кінгстон Блаунта в Оксфордширі та Джоан Гаклют, дочки сера Едмунда Гаклюта з Лонгфорда у Герефордширі. Точна дата народження Томаса-молодшого невідома; імовірно він народився після 1348 року. У багатьох випадках важко зрозуміти, чи згадується в джерелах цей Томас Блаунт або його батько, учасник битви при Кресі, депутат палати громад від Дорсета у 1376 та 1377 роках й Оксфордшира у 1381 та 1382 роках, який пережив сина. Точно відомо, що саме Томас-молодший, на той час уже посвячений у лицарі, у березні 1374 року був позбавлений королівських охоронних грамот через свій намір без дозволу вирушити на континент у почеті Жана Бретонського. У червні 1376 року обидва Блаунти поступили на службу до королівського сина Едмунда Ленглі, графа Кембриджського; у 1382 році Томас-молодший за дорученням короля заарештував і доставив до вінчестерської в'язниці людей, які пограбували його сестру Алісу Вест у Нью-Форесті.
На початку 1380-х років Блаунт вступив на службу до Річарда II. У травні 1383 року він отримав зі скарбниці грошову нагороду у 20 марок, а навесні наступного року — 40 марок за те, що супроводжував французького посла, який прямував до Шотландії, спочатку від замку Беркхемпстед до північного кордону, а потім з Лондона у Калі. Як лицарь королівської палати сер Томас брав участь у шотландському поході Річарда у 1385 році на чолі маленького загону з одного латника та двох лучників. У жовтні того ж року король дарував йому опіку та право на укладення шлюбу зі спадкоємицею одного оксфордширського землевласника на тій підставі, що у Блаунта були «мізерні засоби для існування». Втім, вже за кілька днів Блаунт відмовився від цього дару в обмін на довічну ренту у 40 фунтів. У квітні 1386 року він розпочав службу у Калі з загоном у складі двох латників, чотирьох лучників і двох артилеристів, під командуванням сера Томаса Персі (згодом графа Вустера).
Завдяки прихильності короля Блаунт зміг укласти у 1387 році престижний шлюб з вдовою скарбника сера Г'ю Сегрейва Ізабеллою. Втім, великої реальної вигоди це одруження не принесло: батько Ізабелли, Джон Ботетур, 2-й барон Ботетур, залишив їй два маєтки в Ворикширі, які у 1390 році передали Г'ю Бернеллу та його дружині Джойс, онуці барона. Через це володіння дружиною Блаунта обмежилися манором Бургфілд у Беркширі.
Сер Томас займав досить високе становище, щоб у січні 1388 лорди-апелянти особливим рішенням вигнали його з королівської палати. Відновивши свою владу, Річард II повернув посаду. У наступні роки Блаунт зберігав прихильність короля: у лютому 1389 року він отримав опіку над володіннями покійного сера Майлза Віндзора на час неповноліття спадкоємця, у 1391 році здійснив поїздку до Парижа як особистий посланець Річарда до Карла VI. У 1394 році сер Томас супроводжував короля в його першому ірландському поході. У вересні 1397 року він засідав у палаті громад, де допоміг королю розправитися з лордами-апелянтами; Блаунта обрали від Вілтшира, оскільки другий шлюб приніс йому землі в цьому графстві поряд з володіннями у Гемпширі та Лестершир.
У 1399 році Генріх Болінгброко повалив Річарда II та захопив престол під ім'ям Генріх IV. Новий король підтвердив королівську ренту Блаунта, але той зберіг відданість Річарду, а тому приєднався до змови, названої пізніше «Хрещенською». Змовники, серед яких були графи Кент, Гантінгдон і Солсбері, вирішили захопити короля у Віндзорі під час хрещенських свят, а потім звільнити Річарда II та повернути йому корону. Ця витівка провалилася, її учасники бігли до західних графств і були схоплені у Сайренсестері (Глостершир). Найвідоміших змовників стратили на місці. Блаунта привезли в Оксфорд і там засудили за зраду до жорстокого покарання — повішення, патрання та четвертування. Страта відбулася біля стін міста 12 січня 1400 року; відомо, що керував нею наближений Генріха IV сер Томас Ерпінгем, і Блаунт, відповідаючи на його глузування, заявив про свою готовність померти за законного короля.

## Сім'я та спадщина
Сер Томас був одружений двічі. Його першою дружиною у 1387 році стала Ізабель Сегрейв, донька Джона Ботетура, 2-го барона Ботетура, і Джойс Ла Зуш, вдова сера Г'ю Сегрейва. Після її смерті Блаунт одружився з Джоан Водефельд, донькою Джона Водефельда, вдовою сера Г'ю Чейні. Обидва шлюби були бездітними.
Володіння сера Томаса після страти конфіскували, але ненадовго. Відомо, що маєток Блатчінгтон у Сассексі перейшов до спадкоємців старшого єдиноутробного брата Блаунта, Едмунда Фіцгерберта, маєток Кінгстон Блаунт в Оксфордширі, який він орендував у батька за 20 фунтів на рік, повернули власнику, решта земель відійшли рідному брату Томаса Г'ю. Вдова Блаунта отримала своє майно у листопаді 1401 року, коли одружилася з Томасом Лінфордом.

## Пам'ять
Деякі хроністи дають Томасу Блаунту найвищі оцінки як справжньому лицарю та хороброму воїну; втім, це може говорити швидше про симпатію авторів до Річарда II, ніж про реальні риси характеру сера Томаса. Події, пов'язані з Хрещенською змовою, описує Вільям Шекспір у своїй історичній хроніці «Річард II». Тут граф Нортумберленд повідомляє, що привіз до Лондона голови Блаунта, Кента, Солсбері та Диспенсера.